# Ç
La C cedilla o C caudata (Ç o ç), también llamada cze, cezeta, çe o sencillamente cedilla o caudata, es una letra que consiste en una C latina con una pequeña z (zetilla) en forma de virgulilla debajo. Es originaria de España y aunque el español la abandonó tras el reajuste de las sibilantes, es usada actualmente en los alfabetos de otros idiomas como el portugués, francés, catalán, occitano, albanés, turco y azerí.
La ce con cedilla servía para representar en español el mismo sonido que ⟨ce⟩ y ⟨ci⟩ pero delante de las vocales a, o y u: ça, ço y çu (por ejemplo «plaça»). Para ello en esa época no servía la letra Z, porque za, zo y zu tenían un sonido distinto, más suave. Se trata de una c con una virgulilla debajo. El nombre «cedilla» es el diminutivo de ceda la pronunciación antigua del nombre de la letra Z. Su grafía es una evolución de la zeda en la escritura visigótica al imbricarse gráficamente con un rasgueo o copete curvo, tan grande, que se asemejaba y evocaba la c latina aunque no lo fuera, dando el siguiente resultado aproximado: ZC (Ꝣ).
Se usa para un sonido [s] en portugués, catalán, occitano y francés. En albanés, turco y azerí se usa para representar [tʃ]. También se usó en español medieval para representar un sonido parecido a [ts].
También es usada por algunos escritores gallegos.

## Historia

Evolución de C + Z visigoda a Ç.

El origen del signo es una z que en la escritura visigótica llevaba encima una c pequeña en forma de copete (técnicamente llamada virgulilla). Con el tiempo, en la escritura el copete tomó cada vez mayor cuerpo, mientras que la z se empequeñecía, llegando finalmente a convertirse en la virgulilla a modo de coma que se coloca debajo de la c para convertirla en cedilla.
La disminución del uso de la ce cedilla en idioma español se comienza a observar en escritos de mediados del Medioevo[cita requerida]. A fines de la misma época en los escritos ya comenzaba a ser reemplazada por z, c o s.[cita requerida]
He aquí un ejemplo en el escrito de Baltasar Gracián: «El mayor sabio juega tal vez desta pieça, y ai tales ocasiones, que el mejor saber consiste en mostrar no saber».
A pesar de su desuso, hoy se emplea para escribir los nombres no adaptados al español de otras lenguas como Eça de Queirós (portugués), Barça (catalán) Garçon (francés), Açaí (fruto). Los nombres geográficos como Torremanzanas (La Torre de les Maçanes) o Curazao (Curaçao) pueden conservar la ç originaria, siendo pronunciada como s. La grafía hispanizada es Curazao, al igual que Azores (en portugués: Açores) o Alenzón (en francés: Alençon).

## Uso

### En español antiguo
La ce cedilla se usó antiguamente para un sonido que se cree que era la consonante alveolar africada sorda /ts/ —por ejemplo: plaça—, semejante y opuesto al de la antigua z, que se cree que representaba la consonante alveolar africada sonora /dz/ —p. ej.: vezino—. A raíz de la última gran transformación fonológica del español, culminada hacia los siglos xvi y xvii, la diferencia entre esos dos fonemas desapareció, con la pérdida de la sonoridad como rasgo relevante en fricativas y africadas. Por otro lado, en el norte y centro de España, el fonema adquirió un sonido [θ] y en el suroeste se fusionó con /s/. Debido a que el número de grafías para los sonidos que quedaban resultaba excesivo (z, c, ç) y a que su uso ya no respondía a diferencias reales, la RAE decidió, en el siglo xviii, simplificar el alfabeto eliminando la ç.

### En catalán

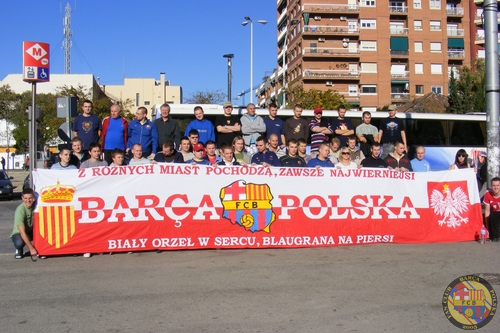
El apodo del F. C. Barcelona es «Barça», que es una broma interna por la manera de pronunciar «Barcelona» de los propios barceloneses. En la foto, aficionados del F. C. Barcelona.

En catalán se conoce como ce trencada ('ce rota'), como en castellano antiguo, antes de  ⟨a⟩, ⟨o⟩, ⟨u⟩ y a final de palabra. Existe un documento del año 1011 donde se identifica su uso por primera vez.
Algunos ejemplos con ⟨ç⟩ son: amenaça ('amenaza'), torçat ('torcido'), xoriço ('chorizo'), forçut ('forzudo'), dolç ('dulce') y caça ('caza').
Una palabra muy conocida en todo el mundo es Barça, un acortamiento del nombre del equipo Fútbol Club Barcelona que tiene un origen burlesco. El término «Barça» surge porque en el dialecto catalán de Barcelona cuando la vocal ⟨e⟩ es átona se pronuncia /ə/, lo que a personas de otras zonas donde no usan ese sonido vocálico especial les recuerda al de /a/;  fenómeno que también ocurre con ⟨o⟩ → /u/. Supuestamente los barcelonistas, nombre que se le da a los seguidores de este equipo, exageraban este sonido de forma tan cómica que a sus oponentes les sonaba a "Barçalona" en vez de "Barcelona", por lo que el club acabó recibiendo este apodo.
En el territorio valenciano, las Normas del Puig hacen un uso diferenciado al oficial de la grafía 'ç', lo que corresponde al carácter no-unitarista de esta normativa, que diferencia valenciano y catalán. Sin embargo, las Normas del Puig gozan de escaso reconocimiento jurídico, de organizaciones culturales, universidades o editoriales. La creación de la Academia Valenciana de la Lengua en 1998 brindó oficialidad plena y única a las Normas de Castellón, hecho que llevó a las Normas del Puig a adquirir un papel testimonial, que mantienen a día de hoy.

### En turco y otras lenguas túrquicas

En turco, la ce cedilla representa el sonido de «che». La cedilla también aparece en la letra Ş.

En otros idiomas como el turco, los de ascendencia túrquica que se escriben con alfabeto latino y el albanés, se considera una letra independiente que representa el sonido africado postalveolar sordo [tʃ]. Como ejemplos pueden mencionarse las palabras Çakmak, türkçe, tatarça, Dolmabahçe.

### Propuesta para su uso en el dialecto andaluz
En el Dialecto andaluz, se ha realizado la propuesta EPA (Êttandâ pal andalûh), con el cual se quiere realizar una reforma a la ortografía del dialecto andaluz para utilizar la cedilla (ç) en las distintas variedades lingüísticas del dialecto. La cedilla (ç) se podría leer en las cuatro principales variedades lingüísticas del dialecto andaluz, representando el ceceo, el seseo, el Heheo o Jejeo y la distinción. De este modo, el grafema /ç/ representará el sonido /s/, /z/ y /h/, según el hablante. Este fenómeno lleva ocurriendo desde hace más de un siglo.

## Codificación digital
En Unicode, la ce con cedilla aparece en la posición U+C7 en su forma mayúscula y U+E7 en su forma minúscula.
| Carácter      | Ç                                   | Ç                                   | ç                                 | ç                                 |
| ------------- | ----------------------------------- | ----------------------------------- | --------------------------------- | --------------------------------- |
| Unicode       | LATIN CAPITAL LETTER C WITH CEDILLA | LATIN CAPITAL LETTER C WITH CEDILLA | LATIN SMALL LETTER C WITH CEDILLA | LATIN SMALL LETTER C WITH CEDILLA |
| Codificación  | decimal                             | hex                                 | decimal                           | hex                               |
| Unicode       | 199                                 | U+00C7                              | 231                               | U+00E7                            |
| UTF-8         | 195 135                             | C3 87                               | 195 167                           | C3 A7                             |
| Ref. numérica | &#199;                              | &#xC7;                              | &#231;                            | &#xE7;                            |
| Ref. entidad  | &Ccedil;                            | &Ccedil;                            | &ccedil;                          | &ccedil;                          |

Además el carácter visigodo aparece en supuestas formas mayúscula y minúscula: Ꝣ ꝣ.
| Carácter      | Ꝣ                          | Ꝣ                          | ꝣ                               | ꝣ                               |
| ------------- | -------------------------- | -------------------------- | ------------------------------- | ------------------------------- |
| Unicode       | LATIN CAPITAL VISIGOTHIC Z | LATIN CAPITAL VISIGOTHIC Z | LATIN SMALL LETTER VISIGOTHIC Z | LATIN SMALL LETTER VISIGOTHIC Z |
| Codificación  | decimal                    | hex                        | decimal                         | hex                             |
| Unicode       | 42850                      | U+A762                     | 42851                           | U+A763                          |
| UTF-8         | 234 157 162                | EA 9D A2                   | 234 157 163                     | EA 9D A3                        |
| Ref. numérica | &#42850;                   | &#xA762;                   | &#42851;                        | &#xA763;                        |

### ISO 646
El código ASCII (versión estadounidense de la norma ISO 646) no contiene la cedilla, por lo que antes de la creación de Unicode las variantes nacionales de ISO 646 utilizan algunas posiciones del código para obtener el carácter Ç
- La versión española de la norma, así como la correspondiente al catalán y al vasco,[11] codifica la ce cedilla mayúscula en la posición 93 y la minúscula en la posición 125 en las posiciones ocupadas por los caracteres ] y } del código ASCII.
- La versión francesa[12] (AFNOR) obtiene el carácter en el código 124, en vez del carácter |.
- La versión portuguesa[13] señala la ce cedilla en las posiciones 92 (mayúscula) y 124 (minúscula) en vez de los caracteres \ y | de ASCII.

- La versión italiana[14] obtiene el carácter en la posición 92 en sustitución del carácter \ de ASCII.

### Introducción informática
En teclados que carecen de dicha tecla se utilizan diferentes métodos:
- En GNU/Linux se puede obtener introduciendo su código Unicode. Primero se introduce la combinación que permite usar Unicode (Ctrl+⇧ Mayús+u) y luego se añade su código. Para la Ç (mayúscula) sería 00C7 (Ctrl+⇧ Mayús+u+00C7) y para la ç (minúscula) sería 00E7 (Ctrl+⇧ Mayús+u+00E7).
- En Mac OS, puede obtenerse con la combinación ⇧ Mayús+⌥ Opt+c (mayúscula) o con la combinación ⌥ Opt+c (minúscula).
- En HTML se utiliza &Ccedil; para las mayúsculas y &ccedil; para las minúsculas.
- En XML se utiliza &#199; para las mayúsculas y &#231; para las minúsculas.
- En TeX y LaTeX, se utiliza \c{c}.
- En el entorno Windows se puede obtener con el atajo Alt+135 (minúscula) o Alt+128 (mayúscula).
- En Microsoft Word, puede ser obtenida mediante la combinación Ctrl+,+c (minúscula) o Ctrl+,+C (mayúscula).